# Odontosphindus denticollis
Odontosphindus denticollis es una especie de coleóptero de la familia Sphindidae.

## Distribución geográfica
Habita en Estados Unidos.